# 1 500 mètres masculin aux Jeux olympiques d'été de 1984 (athlétisme)
Navigation
Moscou 1980 Séoul 1988
L'épreuve du 1 500 mètres masculin aux Jeux olympiques de 1984 s'est déroulée du 9 au 11 août 1984 au Memorial Coliseum de Los Angeles, aux États-Unis.  Elle est remportée par le Britannique Sebastian Coe.

## Résultats

### Finale
| Rang               | Athlète                 | Pays             | Performance        |
| ------------------ | ----------------------- | ---------------- | ------------------ |
| Médaille d'or      | Sebastian Coe           | Royaume-Uni      | 3 min 32 s 53 (OR) |
| Médaille d'argent  | Steve Cram              | Royaume-Uni      | 3 min 33 s 40      |
| Médaille de bronze | José Manuel Abascal     | Espagne          | 3 min 34 s 30      |
| 4                  | Joseph Chesire          | Kenya            | 3 min 34 s 52      |
| 5                  | Jim Spivey              | États-Unis       | 3 min 36 s 07      |
| 6                  | Peter Wirz              | Suisse           | 3 min 36 s 97      |
| 7                  | Andrés Vera (en)        | Espagne          | 3 min 37 s 02      |
| 8                  | Omer Khalifa            | Soudan           | 3 min 37 s 11      |
| 9                  | Tony Rogers (en)        | Nouvelle-Zélande | 3 min 38 s 98      |
| 10                 | Steve Scott             | États-Unis       | 3 min 39 s 86      |
| 11                 | Riccardo Materazzi (en) | Italie           | 3 min 40 s 74      |
| —                  | Steve Ovett             | Royaume-Uni      | DNF                |

## Légende
Records et Performances
- AR : Record continental (area record)
- CR : Record des championnats (championship record)
- MR : Record du meeting (meet record)
- NR : Record national (national record)
- OR : Record olympique (olympic record)
- PR : Record paralympique (paralympic record)
- PB : Record personnel (personal best)
- SB : Meilleure performance personnelle de la saison (season's best)
- WL : Meilleure performance mondiale de l'année (world leader)
- WJR : Record du monde junior (world junior record)
- WR : Record du monde (world record)

Circonstances et Conditions
- DNF : N'a pas terminé (did not finish)
- DNS : N'a pas pris le départ (did not start)
- DQ : Disqualification (disqualification)
- NM : Aucun essai valable enregistré (No Mark)
- Q : Qualifié « directement » au prochain tour (ou à la prochaine compétition), lors d'une compétition majeure, grâce au classement ou à la réalisation des minima (automatic qualifier)
- q : Qualifié au prochain tour (ou à la prochaine compétition), lors d'une compétition majeure, grâce au repêchage ou à la réalisation de l'une des meilleures performances parmi celles des « non qualifiés directement » (grâce au meilleur temps ou à la meilleure distance par exemple) (secondary qualifier)